# Amphimallon javeti
Amphimallon javeti är en skalbaggsart som beskrevs av Stierl 1864. Amphimallon javeti ingår i släktet Amphimallon och familjen Melolonthidae. Inga underarter finns listade i Catalogue of Life.